# هایدموهلن
هایدموهلن (به آلمانی: Heidmühlen) یک شهر در آلمان است که در زگه‌برگ واقع شده‌است. هایدموهلن ۷۰۷ نفر جمعیت دارد.